# Northern Talent Cup 2025
Der Northern Talent Cup 2025 ist der sechste in der Geschichte des FIM-Northern Talent Cups. Gefahren wird mit einer Honda NSF250R.
Es werden 14 Rennen bei sieben Veranstaltungen ausgetragen, wovon drei im Rahmen der IDM, zwei in der MotoGP und je eine in der Superbike-Weltmeisterschaft und British Superbike Championship stattfinden.

## Punkteverteilung
Weltmeister wird derjenige Fahrer beziehungsweise der Hersteller, der bis zum Saisonende die meisten Punkte in der Weltmeisterschaft angesammelt hat. Bei der Punkteverteilung werden die Platzierungen im Gesamtergebnis des jeweiligen Rennens berücksichtigt. Die fünfzehn erstplatzierten Fahrer jedes Rennens erhalten Punkte nach folgendem Schema:
| Punkteverteilung | Punkteverteilung | Punkteverteilung | Punkteverteilung | Punkteverteilung | Punkteverteilung | Punkteverteilung | Punkteverteilung | Punkteverteilung | Punkteverteilung | Punkteverteilung | Punkteverteilung | Punkteverteilung | Punkteverteilung | Punkteverteilung | Punkteverteilung |
| ---------------- | ---------------- | ---------------- | ---------------- | ---------------- | ---------------- | ---------------- | ---------------- | ---------------- | ---------------- | ---------------- | ---------------- | ---------------- | ---------------- | ---------------- | ---------------- |
| Platz            | 1                | 2                | 3                | 4                | 5                | 6                | 7                | 8                | 9                | 10               | 11               | 12               | 13               | 14               | 15               |
| Punkte           | 25               | 20               | 16               | 13               | 11               | 10               | 9                | 8                | 7                | 6                | 5                | 4                | 3                | 2                | 1                |

In die Wertung kommen alle erzielten Resultate.

## Rennergebnisse
|   | Lauf | Datum  | Rennen      | Strecke                       | Platz 1         | Platz 2            | Platz 3           | Pole-Position     | Schn. Rennrunde | Gesamtführender |
| - | ---- | ------ | ----------- | ----------------------------- | --------------- | ------------------ | ----------------- | ----------------- | --------------- | --------------- |
| 1 | 1    | 12.04. | Niederlande | TT Circuit Assen              | Fynn Kratochwil | Anina Urlaß        | Thias Wenzel      | Fynn Kratochwil   | Thias Wenzel    | Fynn Kratochwil |
| 1 | 2    | 13.04. | Niederlande | TT Circuit Assen              | Fynn Kratochwil | Alessandro Binder  | Anina Urlaß       | Fynn Kratochwil   | Fynn Kratochwil | Fynn Kratochwil |
| 2 | 1    | 10.05. | Deutschland | Motorsport Arena Oschersleben | Fynn Kratochwil | Anina Urlaß        | Lorenzo Pontillo  | Anina Urlaß       | Thias Wenzel    | Fynn Kratochwil |
| 2 | 2    | 11.05. | Deutschland | Motorsport Arena Oschersleben | Robin Siegert   | Tom Rolin          | Lorenzo Pontillo  | Anina Urlaß       | Anina Urlaß     | Fynn Kratochwil |
| 3 | 1    | 21.06. | Tschechien  | Autodrom Most                 | Fynn Kratochwil | Thias Wenzel       | Robin Siegert     | Fynn Kratochwil   | Robin Siegert   | Fynn Kratochwil |
| 3 | 2    | 22.06. | Tschechien  | Autodrom Most                 | Fynn Kratochwil | Thias Wenzel       | Robin Siegert     | Fynn Kratochwil   | Fynn Kratochwil | Fynn Kratochwil |
| 4 | 1    | 12.07. | Deutschland | Sachsenring                   | Fynn Kratochwil | Robin Siegert      | Smilla Göttlich   | Fynn Kratochwil   | Fynn Kratochwil | Fynn Kratochwil |
| 4 | 2    | 13.07. | Deutschland | Sachsenring                   | Robin Siegert   | Tobias Kitzbichler | Fynn Kratochwil   | Fynn Kratochwil   | Robin Siegert   | Fynn Kratochwil |
| 5 | 1    | 19.07. | Tschechien  | Automotodrom Brno             | Fynn Kratochwil | Tobias Kitzbichler | Alessandro Binder | Alessandro Binder | Fynn Kratochwil | Fynn Kratochwil |
| 5 | 2    | 20.07. | Tschechien  | Automotodrom Brno             | Fynn Kratochwil | Roman Durdis       | Alessandro Binder | Alessandro Binder | Fynn Kratochwil | Fynn Kratochwil |
| 6 | 1    | 06.09. | Deutschland | Nürburgring                   |                 |                    |                   |                   |                 | Fynn Kratochwil |
| 6 | 2    | 07.09. | Deutschland | Nürburgring                   |                 |                    |                   |                   |                 | Fynn Kratochwil |
| 7 | 1    | 20.09. | Niederlande | TT Circuit Assen              |                 |                    |                   |                   |                 | Fynn Kratochwil |
| 7 | 2    | 21.09. | Niederlande | TT Circuit Assen              |                 |                    |                   |                   |                 |                 |

## Fahrerwertung
| Pos. | Fahrer             | Rennstall                            | ASS | ASS | OSC | OSC | MOS | MOS | HOH | HOH | BRÜ | BRÜ | NÜR | NÜR | ASS | ASS | Gesamt |
| Pos. | Fahrer             | Rennstall                            | L1  | L2  | L1  | L2  | L1  | L2  | L1  | L2  | L1  | L2  | L1  | L2  | L1  | L2  | Gesamt |
| ---- | ------------------ | ------------------------------------ | --- | --- | --- | --- | --- | --- | --- | --- | --- | --- | --- | --- | --- | --- | ------ |
| 1    | Fynn Kratochwil    | MASS SPORTS Racing by JRP Motorsport | 1   | 1   | 1   | DNF | 1   | 1   | 1   | 3   | 1   | 1   |     |     |     |     | 216    |
| 2    | Robin Siegert      | motorace academy Germany             | DNF | 8   | 5   | 1   | 3   | 3   | 2   | 1   | 7   | 6   |     |     |     |     | 140    |
| 3    | Thias Wenzel       | Kiefer Racing                        | 3   | 4   | DNF | 4   | 2   | 2   | 9   | 7   | 8   | DNF |     |     |     |     | 106    |
| 4    | Alessandro Binder  | ASR Binder Team                      | 6   | 2   | 6   | 5   | 11  | DNF | 14  | 5   | 3   | 3   |     |     |     |     | 101    |
| 5    | Lorenzo Pontillo   | Junior Black Knights                 | 5   | 6   | 3   | 3   | 5   | 4   | 5   | 8   | 13  | DNF |     |     |     |     | 99     |
| 6    | Tom Rolin          | Junior Black Nights                  | 7   | 7   | 4   | 2   | DNF | DNF | 6   | 4   | 5   | 4   |     |     |     |     | 98     |
| 7    | Anina Urlaß        | Kiefer Racing                        | 2   | 3   | 2   | DNF | 8   | DNF | 11  | 11  | 6   | DNF |     |     |     |     | 84     |
| 8    | Tobias Kitzbichler | Racingteam Kitzbichler               | 9   | 9   | 12  | DNF | 4   | 8   | DNF | 2   | 2   | DNF |     |     |     |     | 79     |
| 9    | Roman Durdis       | FS12 Racing Team                     | 18  | 10  | 8   | 7   | 6   | 5   | 17  | 18  | 4   | 2   |     |     |     |     | 77     |
| 10   | Swan Emprin        | SWAN96#                              | 4   | 5   | 9   | DNF | 7   | 7   | 8   | 12  | 14  | 10  |     |     |     |     | 68     |
| 11   | Tamas Lukacs       | Team Lukas Pesek                     | 16  | DNF | 10  | 8   | 9   | 6   | 4   | 13  | 10  | 7   |     |     |     |     | 62     |
| 12   | Valdemar Mellgren  | Nordgren Racing                      | DNF | 11  | 11  | 9   | 10  | DNF | 10  | 10  | 11  | 5   |     |     |     |     | 51     |
| 13   | Domi Pekkanen      | DPR team                             | 12  | 15  | 14  | 13  | DNF | 11  | 7   | 6   | 19  | 9   |     |     |     |     | 41     |
| 14   | Adam Vyskocil      | FS12 Racing Team                     | 10  | 14  | 15  | 11  | 14  | 12  | 13  | 17  | 12  | 8   |     |     |     |     | 35     |
| 15   | Smilla Göttlich    | Racing Team Freudenberg              |     |     |     |     |     |     | 3   | 9   | 15  | 11  |     |     |     |     | 29     |
| 16   | Jaylen Korporaal   | ADR Racing                           | 8   | DNF | 7   | 6   | DNF | DNF | WD  | WD  | WD  | WD  |     |     |     |     | 27     |
| 17   | Ruben Nijland      | NijlandRacing88                      | DNF | 17  | 16  | 16  | 12  | 9   | 12  | DNF | 18  | 12  |     |     |     |     | 20     |
| 18   | William Krzelj     | Junior Black Knights                 | 15  | 12  | 13  | 10  | 15  | 13  | 15  | 16  | 17  | DNF |     |     |     |     | 19     |
| 19   | Giulio Di Napoli   | RC113 Reparto Corse                  | 11  | 13  | 17  | 12  | 16  | 10  | 21  | 19  | 16  | 16  |     |     |     |     | 18     |
| 20   | Zenno Bulté        | Belgian Motorcycle Academy           | 14  | 16  | 18  | 15  | DNF | DNF | WD  | WD  | 11  | 14  |     |     |     |     | 10     |
| 21   | Ricardo Bertazi    | RB-Motorsport                        | DNF | 20  | 19  | 14  | 13  | 14  | 18  | 15  | 20  | 17  |     |     |     |     | 8      |
| 22   | Filip Surowiak     |                                      |     |     |     |     |     |     |     |     | 9   | DNF |     |     |     |     | 7      |
| 23   | Manny van Tilburg  | Swan 96#                             | 13  | 18  | 21  | 18  | 18  | 15  | DNF | DNF | DNS | DNS |     |     |     |     | 4      |
| 24   | Viktor Cech        |                                      |     |     |     |     |     |     |     |     | 21  | 13  |     |     |     |     | 3      |
| 25   | Dean Gouw          |                                      |     |     |     |     |     |     | 16  | 14  |     |     |     |     |     |     | 2      |
| 26   | Tudor Dedea        | TUDOR RACING                         | DNF | 19  | 20  | 17  | 19  | 17  | 19  | 21  | 24  | 15  |     |     |     |     | 1      |
| 27   | Anton Eilersen     | AREracing                            | 17  | DNF | 22  | 19  | 17  | 16  | 20  | 20  | 23  | 18  |     |     |     |     | 0      |

| Farbe         | Bedeutung                               |
| ------------- | --------------------------------------- |
| Gold          | Sieger                                  |
| Silber        | 2. Platz                                |
| Bronze        | 3. Platz                                |
| Grün          | Platzierung in den Punkten              |
| Blau          | Klassifiziert außerhalb der Punkteränge |
| Violett       | Rennen nicht beendet (DNF)              |
| Violett       | nicht klassifiziert (NC)                |
| Rot           | nicht qualifiziert (DNQ)                |
| Schwarz       | disqualifiziert (DSQ)                   |
| Weiß          | nicht am Start (DNS)                    |
| Weiß          | zurückgezogen (WD)                      |
| Weiß          | Rennen abgesagt (C)                     |
| ohne Farbe    | nicht am Training teilgenommen (DNP)    |
| ohne Farbe    | verletzt oder krank (INJ)               |
| ohne Farbe    | ausgeschlossen (EX)                     |
| ohne Farbe    | nicht erschienen (DNA)                  |
| fett          | Pole-Position                           |
| kursiv        | Schnellste Rennrunde                    |
| unterstrichen | WM-Führung                              |
| hochgestellt  | Platzierung im Sprintrennen             |